# Sven Grauers
Sven Grauers, född 20 december 1891 i Göteborg, död 13 september 1977, var en svensk historiker och skolman.

## Biografi
Grauers blev vid Göteborgs högskola filosofie magister 1916, filosofie licentiat 1919 och filosofie doktor 1920. Han var docent ï historia där 1920–1924, docent vid Stockholms högskola 1927–1944 och tilldelades professors namn 1944. Han var lektor i Nyköping 1923–1930, lektor vid Nya Elementarskolan i Stockholm 1930, rektor vid Högre lärarinneseminariet 1931–1943 och vid Statens normalskola 1943–1956. Han var också lärare vid Stockholms högskola 1944–1961. 
Grauers var ordförande i Göteborgs högskolas studentkår 1918–1919, Historielärarnas riksorganisation 1947–1954, Karolinska förbundet 1957–1973, direktör för Statens psykologisk-pedagogiska institut 1944–1957 (styrelseordförande från 1944). Han invaldes som ledamot av Samfundet för utgivande av handskrifter rörande Skandinaviens historia 1929 och av Vitterhets-, historie- och antikvitetsakademien 1952. Utöver nedanstående skrifter skrev han också uppsatser i historiska tidskrifter och publikationer samt var medredaktör för Historisk tidskrift 1944–1949. Han är begravd på Skogskyrkogården i Stockholm.